# Antiblockeringssystem
För andra betydelser, se ABS.

Symbol.

ABS (på tyska Antiblockiersystem, engelska anti-lock braking system), antiblockeringssystem eller låsningsfria bromsar är ett tekniskt system på motorfordon som förhindrar att hjulen låser sig när man bromsar. Syftet och fördelarna med detta är dels att styrförmågan bibehålles vid hårda inbromsningar samt att bromssträckan förkortas.
Sedan ABS kom i mer utbredd användning i produktionsbilar i slutet av 1970-talet har det utvecklats ett flertal olika broms- och styrstabilitets-system, både hydrauliska och elektroniska.

## Historia
ABS utvecklades ursprungligen för flygindustrin. Ett tidigt system var Dunlops Maxaret-system som introducerades på 1950-talet och som fortfarande används i vissa flygplansmodeller. Systemet, som var helt mekaniskt, användes uteslutande inom flyget med undantag för en period på 1960-talet då det användes i tävlingsbilarna Ferguson P99, Jensen FF och Ford Zodiac.
Systemet fick begränsad användning inom bilindustrin då det ansågs alltför dyrt och opålitligt. En enklare variant av systemet infördes  i 1964 års modell av Austin 800, som verkade genom att en ventil fördelade bromskraften från framhjulen till bakhjulen om något hjul låste sig.
Den amerikanska firman Kelsey Hayes (numera TRW Automotive) utvecklade det första elektroniska ABS-systemet i slutet av 60-talet som introducerades i 1970 års Lincoln Town Car. Systemet verkade enbart på bakhjulen. 
Det tyska företaget Bosch hade utvecklat liknande system tillsammans med Mercedes-Benz sedan 1930-talet. 1978 lanserade Bosch det första helt elektroniska ABS-systemet, vilket infördes på Mercedes-Benz lastbilar och personbilen S-klass. 1985 fick Ford Scorpio som första serietillverkade bil ABS som standard, och 1986 införde BMW systemet som standard på samtliga sina modeller.

## Funktion

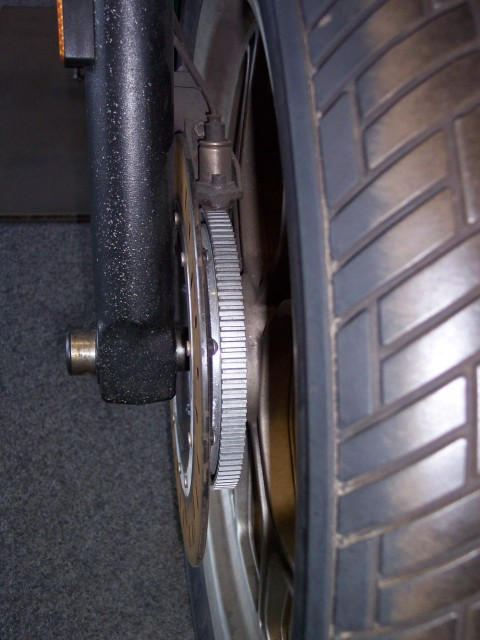
ABS-sensor på en BMW K75 (motorcykel)

Den vanligaste versionen av ABS består av en elektronisk huvudenhet till vilken fartsensorer, en för varje hjul, hela tiden skickar information om hjulens rotationshastighet. Om något hjul visar tendens att låsas aktiveras magnetventiler i bromskretsen som minskar bromsverkan på det berörda hjulet. Inom något ögonblick kommer hjulet som var på väg att låsa sig att åter snurra snabbare, vilket gör att förloppet upprepas. Denna upprepade variation av bromskraften ger det karaktäristiska "darret" på bromspedalen när ABS-systemet aktiveras.
På moderna ESP-system (Elektroniskt StabilitetsProgram) finns ytterligare tre sensorer som registrerar hjulens riktning i förhållande till rattutslaget samt ett gyro som övervakar bilens rörelser i sidled.
Systemet aktiveras när sensorerna skickar motstridiga uppgifter, varvid de hjul bromsas som krävs för att häva sladden. I detta läge stryps även motorkraften för att stabilisera situationen. I de flesta fallen har systemet inverkat långt innan föraren ens uppfattat den begynnande sladden.

## Effektivitet
En van förare kan i viss mån efterlikna ABS-funktionen genom att "pumpa" med bromspedalen och anpassa bromskraften så att låsning undviks, men praktiska försök visar att ABS-bromsar ger kortare bromssträcka på praktiskt taget alla underlag.
Den finska biltidningen Tekniikan Maailma genomförde ett bromstest med en VW Golf V utrustad med odubbade Continental ContiVikingContact 3-däck och fick följande resultat, som visar att ABS-systemet för samtliga testade underlag gav kortare bromssträckor.
|                | ABS   | Låsta hjul |
| -------------- | ----- | ---------- |
| Torrt underlag | 32 m  | 45 m       |
| Snö            | 53 m  | 64 m       |
| Is             | 255 m | 404 m      |